# Jean-Luc Régent
Jean-Luc Régent est un homme politique français de Nouvelle-Calédonie, né à Redon (Ille-et-Vilaine) le 6 avril 1943. 

## Carrière professionnelle et famille
Jean-Luc Régent est d'abord capitaine au long cours pour les Messageries maritimes, ce qui l'amène à naviguer dans l'océan Pacifique et notamment vers Nouméa. Il est ensuite salarié de la Société française de Navigation Nouvelle-Calédonie Sofrana NC (agent maritime, consignataire de navire et manutentionnaire portuaire du port autonome de Nouméa), créée en 1968. Installé définitivement en Nouvelle-Calédonie, il devient le directeur général de la société anonyme d'import au gros des « Établissements Rabot » jusqu'en 1998. Il achète également une propriété à Boulouparis où il lance un élevage de cerf. 
Il est élu juge au tribunal mixte de commerce de Nouméa le 3 octobre 1997. Il est réélu en 2001, 2005 et 2009. 
Son épouse, Catherine Régent, née en 1950 à Nouméa, est issue d'une vieille famille d'origine européenne (ou « Caldoche »), enseignante et écrivain, surtout auteur d'ouvrages pour enfants. 

## Carrière politique
Militant anti-indépendantiste et ami personnel de l'ancien homme fort de la politique néo-calédonienne, le député Jacques Lafleur, il est membre du Rassemblement pour la Calédonie dans la République (RPCR) dont il est le responsable de la section dans le quartier de l'Orphelinat à Nouméa. Lorsque Jacques Lafleur, écarté de la direction de son parti, décide avec ses plus fidèles partisans de créer un nouveau mouvement, le Rassemblement pour la Calédonie (RPC), Jean-Luc Régent le suit. 
Il est pour la première fois candidat lors des élections provinciales du 10 mai 2009, en 3e position sur la liste RPC menée par Jacques Lafleur dans le Sud qui obtient 4 304 voix, 7,11 % des suffrages exprimés et 2 élus sur 40 à l'Assemblée provinciale et sur 54 au Congrès. Jean-Luc Régent fait son entrée dans ces deux institutions lorsque Jacques Lafleur démissionne le 7 avril 2010. Il se retrouve être le seul élu du parti lorsque sa colistière Nathalie Brizard est exclue pour n'avoir pas respecté des consignes de vote de la direction le 1er octobre 2010. Jean-Luc Régent est le secrétaire général du RPC, et donc son numéro deux, aux côtés de Jacques Lafleur jusqu'à son décès le 4 décembre 2010 puis de sa fille Isabelle Lafleur. 
Au Congrès, il est élu au bureau en tant que secrétaire du 13 juillet 2010 au 1er avril 2011 et à partir du 1er août 2011 ainsi que questeur du 1er avril au 1er août 2011. Il s'est abstenu sur le vote de la loi du pays créant les trois premiers signes identitaires (hymne, devise et proposition de graphies pour les billets de banque) le 18 août 2010, s'est opposé (comme l'avait fait Jacques Lafleur) à la proposition du président du Rassemblement-UMP (nouveau nom de 2004 à 2014 du RPCR), député et président de l'Assemblée de la Province Sud Pierre Frogier de faire lever côte à côte sur les bâtiments publics le drapeau tricolore et celui dit « Kanaky » ou « indépendantiste » ou du « FLNKS » (cette solution dite des « deux drapeaux » a été entérinée par le vote d'un vœu du Congrès le 13 juillet 2010). Il fait ainsi partie des personnalités politiques (aux côtés des membres de Calédonie ensemble mais aussi du Mouvement de la diversité, dit LMD, du sénateur Simon Loueckhote, lui-même un ancien du RPC) qui participent à la marche du 10 avril 2011 en faveur de l'adoption d'un « drapeau commun », tandis que sa fille, Julie Régent, est l'une des dirigeantes et fondatrices du Collectif pour un drapeau commun. Il critique également une autre idée de Pierre Frogier, celle de reconnaître et d'équiper les squats du Grand Nouméa plutôt que d'essayer de reloger ses occupants dans des logements sociaux. 
Il vote en faveur des listes Calédonie ensemble menées par Philippe Gomès lors des élections des 9e, 10e, 11e et 12e gouvernements de Nouvelle-Calédonie, respectivement les 3 mars, 17 mars, 1er avril et 10 juin 2011, tout en appelant ses membres à cesser leur stratégie de démission en bloc pour faire chuter ces exécutifs dès leur mise en place afin de forcer l'État à dissoudre le Congrès et provoquer des élections provinciales anticipées (tactique que Calédonie ensemble arrête à partir du 10 juin 2011, après une médiation du gouvernement national). Il s'oppose l'élection à la présidence du Congrès (avec les voix des anti-indépendantistes du Rassemblement-UMP et de l'Avenir ensemble) de l'indépendantiste Rock Wamytan les 1er avril et 19 août 2011, sans pour autant boycotter la première séance comme l'ont fait les groupes Calédonie ensemble du côté non-indépendantiste et Union nationale pour l'indépendance (UNI) du côté des nationalistes kanaks. Lors de la seconde séance d'élection, il vote pour le candidat de Calédonie ensemble, Léonard Sam. Il s'oppose également à l'une des réformes principales portées par le nouveau gouvernement présidé par Harold Martin (Avenir ensemble, allié au Rassemblement-UMP), celle de la fiscalité qui crée surtout une « Taxe générale sur les activités » (TGA, dite aussi « TVA locale »), déclarant à ce sujet craindre que le dispositif permette à l’État de « nous inciter à augmenter notre taux de TGA lors de chaque augmentation du taux de TVA métropolitain, et de justifier ainsi une diminution du montant de ses transferts au nom de la situation financière difficile dans laquelle il se trouve ».     
À d'autres occasions, il adopte des positions communes avec le Rassemblement-UMP et l'Avenir ensemble : il vote le compte administratif 2010 de la Province Sud (refusé par Calédonie ensemble et ses deux alliées de l'Union pour un destin calédonien, ou UDC, dont fait partie Nathalie Brizard) en juin 2011, et se dit « assez satisfait » du discours de politique générale prononcé par Harold Martin devant le Congrès le 28 novembre 2011 (et boycotté par Calédonie ensemble et l'UDC), estimant que « le président du gouvernement a dit ce qu’il fallait dire ». Il est intégré à la délégation du Rassemblement-UMP, menée par Pierre Frogier, au IXe Comité des signataires de l'Accord de Nouméa tenu à Paris le 8 juillet 2011. 
Pour l'élection présidentielle de 2012, il annonce soutenir à titre personnel (sans engager son parti en ce sens) le sortant Nicolas Sarkozy. Et, le 18 juin suivant, il annonce sa démission du RPC pour montrer son désaccord avec la position de la direction concernant le second tour des élections législatives (Isabelle Lafleur avait appelé à ne voter pour aucun candidat, choix critiqué par Jean-Luc Régent qui pour sa part a soutenu alors Philippe Gomès dans la 2e circonscription en tant que dernier candidat « loyaliste » face à l'indépendantiste Jean-Pierre Djaïwé). Soutenant la candidature de Gérard Poadja à la présidence du Congrès le 8 août 2013 contre Simon Loueckhote et Rock Wamytan (qui est finalement élu), il rejoint à cette occasion le groupe Calédonie ensemble.